# جون مايدا
جون مايدا (بالإنجليزية: John Maeda) (و. 1966  م) هو مصمم جرافيك، وعالم حاسوب أمريكي، ولد في سياتل.

## التعليم
تعلم في معهد ماساتشوستس للتكنولوجيا، وجامعة تسوكوبا، وكلية العمارة والتخطيط في معهد ماساتشوستس للتكنولوجيا ‏.